# Balanops pedicellata
Balanops pedicellata är en tvåhjärtbladig växtart som först beskrevs av André Guillaumin, och fick sitt nu gällande namn av Karl Jesper Hjelmquis. Balanops pedicellata ingår i släktet Balanops och familjen Balanopaceae. Inga underarter finns listade i Catalogue of Life.